# Andrés Vargas Peña
Andrés Vargas Peña (* 6. Dezember 1946 in Villa de la Paz, Bundesstaat San Luis Potosí) ist ein mexikanischer Geistlicher und emeritierter römisch-katholischer Bischof von Xochimilco.

## Leben
Andrés Vargas Peña empfing am 12. Oktober 1973 das Sakrament der Priesterweihe für das Erzbistum San Luis Potosí.
Am 22. Juni 2010 ernannte ihn Papst Benedikt XVI. zum Titularbischof von Utimmira und bestellte ihn zum Weihbischof in Mexiko-Stadt. Der Erzbischof von Mexiko-Stadt, Norberto Kardinal Rivera Carrera, spendete ihm und auch Adolfo Miguel Castaño Fonseca am 30. Juli desselben Jahres die Bischofsweihe; Mitkonsekratoren waren der Apostolische Nuntius in Mexiko, Erzbischof Christophe Pierre, und der Erzbischof von San Luis Potosí, Luis Morales Reyes.
Papst Franziskus ernannte ihn am 28. September 2019 zum ersten Bischof des mit gleichem Datum errichteten Bistums Xochimilco. Die Amtseinführung erfolgte am 5. November 2019.
Am 11. Februar 2025 nahm Papst Franziskus seinen altersbedingten Rücktritt an.